# DeWitt Clinton Cregier
Pour les articles homonymes, voir Clinton.
DeWitt Clinton Cregier (né le 1er juin 1829 à New York - mort le 9 novembre 1898 à Chicago) est un homme politique américain, membre du Parti démocrate. Il fut maire de Chicago de 1889 à 1891.

## Biographie
Cregier a travaillé comme ingénieur pour la ville de Chicago et a obtenu, en 1875, les brevets américains 164, 149 et, en 1876, les brevets 173 et 768, tous deux pour des bornes d'incendie. Cette dernière était une combinaison de fontaine à boire, de bouche d'incendie pour le Chicago Fire Department et d'abreuvoir pour animaux. La bouche d'incendie de Cregier est largement visible sur les vieilles photographies de Chicago.
Cregier était également franc-maçon, il a présidé la « Blaney Lodge » de l'Illinois pendant huit ans et a été Grand maître de l'Illinois en 1870-1871. La D.C. « Cregier Lodge » n° 81 à Wheeling (Illinois), une petite ville située en banlieue nord de Chicago, porte son nom. Il était le cinquième arrière-petit-fils de Martin Cregier, premier bourgmestre de la Nouvelle Amsterdam (établie sur la partie sud de l'actuelle île de Manhattan, qui deviendra plus tard une partie de l'actuelle ville de New York).
Cregier a été l'ingénieur en chef du réseau d'approvisionnement en eau de Chicago, puis le commissaire aux travaux publics de Chicago pendant la première administration de Carter Harrison, Sr.. Cregier est entré en conflit avec Harrison lorsque l'ambition de ce dernier d'accéder un jour à la tête de l'hôtel de ville de Chicago est apparue.
DeWitt Clinton Cregier est marié à Mary Sophia Foggin avec laquelle il aura 10 enfants (2 filles et 8 garçons).

## Carrière politique
En 1887, lors des élections municipales pour le poste de maire de Chicago, le Parti démocrate de la ville a tenté de le désigner, mais Cregier a refusé leur candidature. Finalement, aucun démocrate ne se présentera à l'élection.
En 1889, Cregier remporte l'élection de maire de Chicago en tant que candidat du Parti démocrate, en battant le maire républicain sortant John A. Roche. Cregier a prêté serment en tant que maire le 15 avril 1889.
En tant que maire, Cregier, avec le soutien de l'ancien président de l'Illinois Central Railroad, Edward Turner Jeffery, et de l'homme d'affaires Thomas Barbour Bryan, a présenté la candidature gagnante de Chicago à la commission sénatoriale de quinze membres des États-Unis qui a décidé de l'emplacement de l'exposition universelle de 1893 (World's Columbian Exposition). L'exposition a lieu à Jackson Park, sur une superficie d'environ 2 km2.

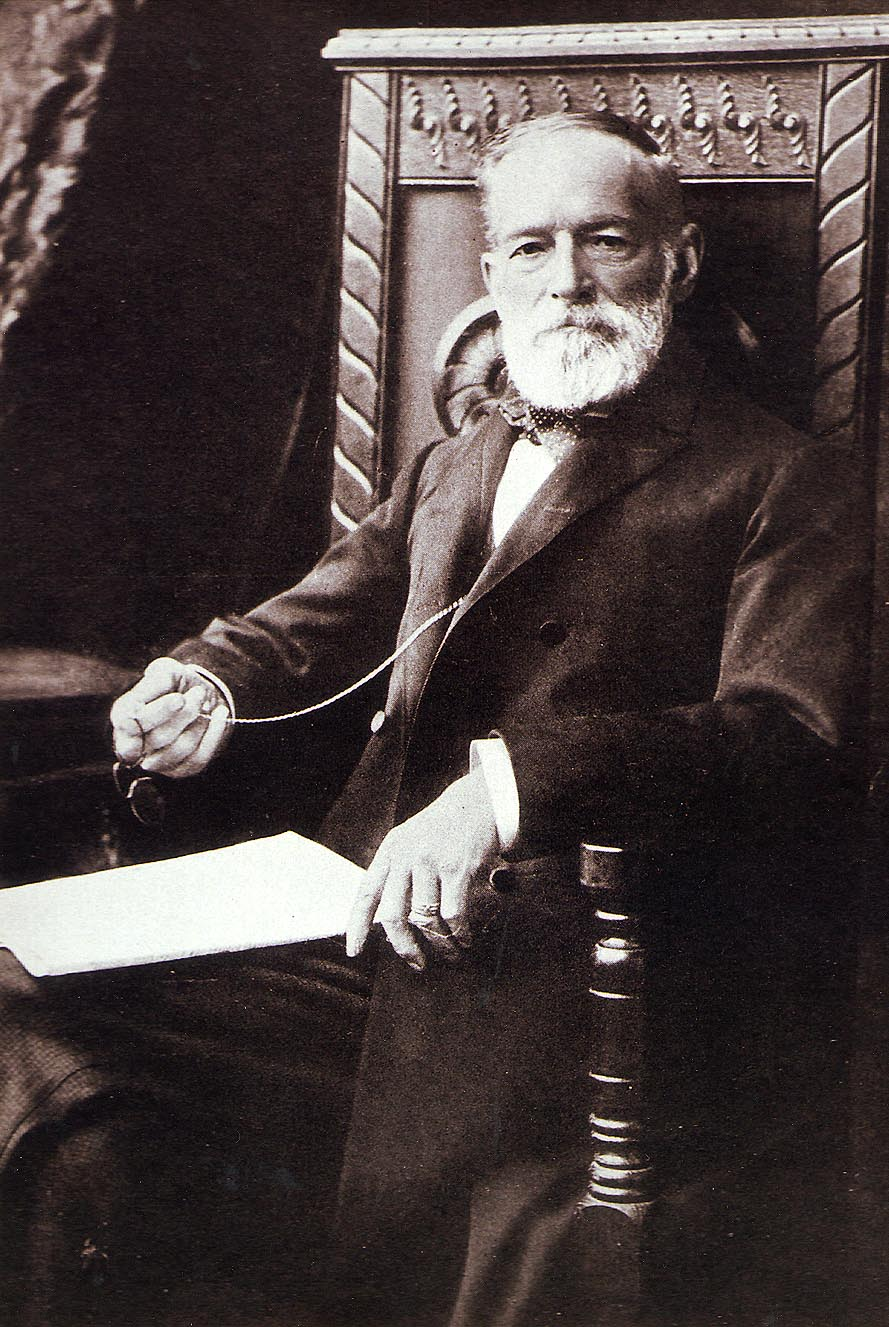
DeWitt Cregier, maire de Chicago.

Durant son mandat, les limites de la ville de Chicago sont considérablement étendues à la suite d'une grande annexion. En effet, le 29 juin 1889, les habitants des civil townships de Hyde Park Township, Lake View Township, Jefferson Township et Lake Township votent par référendum pour l'annexion de ces derniers à la ville de Chicago,. Ils constituaient jusqu'alors des banlieues indépendantes semi-rurales de Chicago. Les gouvernements des townships sont dissous au profit du gouvernement de la ville de Chicago. Le territoire de Chicago devient, à ce moment-là, le plus important des États-Unis en termes de superficie et la ville gagne 225 000 habitants, portant sa population à 1 099 850 habitants, ce qui en fait la deuxième du pays à l'époque. Il s'agit de la plus grande annexion dans l'histoire de la ville.
Cregier a perdu sa candidature à la réélection lors des élections municipales de 1891 à Chicago. Il avait d'abord vu Carter Harrison, Sr. le défier pour la nomination démocrate. Cregier a pu être réélu face à Harrison, car les machines politiques démocrates locales avaient soutenu Cregier, le trouvant encore plus conciliant à leur égard que ne l'avait été Harrison. Cependant, il perd l'élection dans une course à quatre, avec Carter Harrison Sr. en tant que démocrate indépendant, Hempstead Washburne en tant que candidat républicain, et Elmer Washburn en tant que candidat des "citoyens". Cregier se classe deuxième, perdant face au candidat républicain Hempstead Washburne.
Le mandat de Cregier en tant que maire a pris fin le 27 avril 1891.
Lors des élections municipales de 1893 à Chicago, Cregier se présente comme candidat du nouveau "Citizens Party", mais ne reçoit que peu de soutien. C'est le démocrate et rival de Cregier Carter Harrison, Sr. qui remporte l'élection.

## Fin de vie
DeWitt Clinton Cregier est décédé à son domicile de Chicago le 9 novembre 1898 et a été enterré au cimetière de Rosehill, dans le quartier de Lincoln Square.

## Hommages

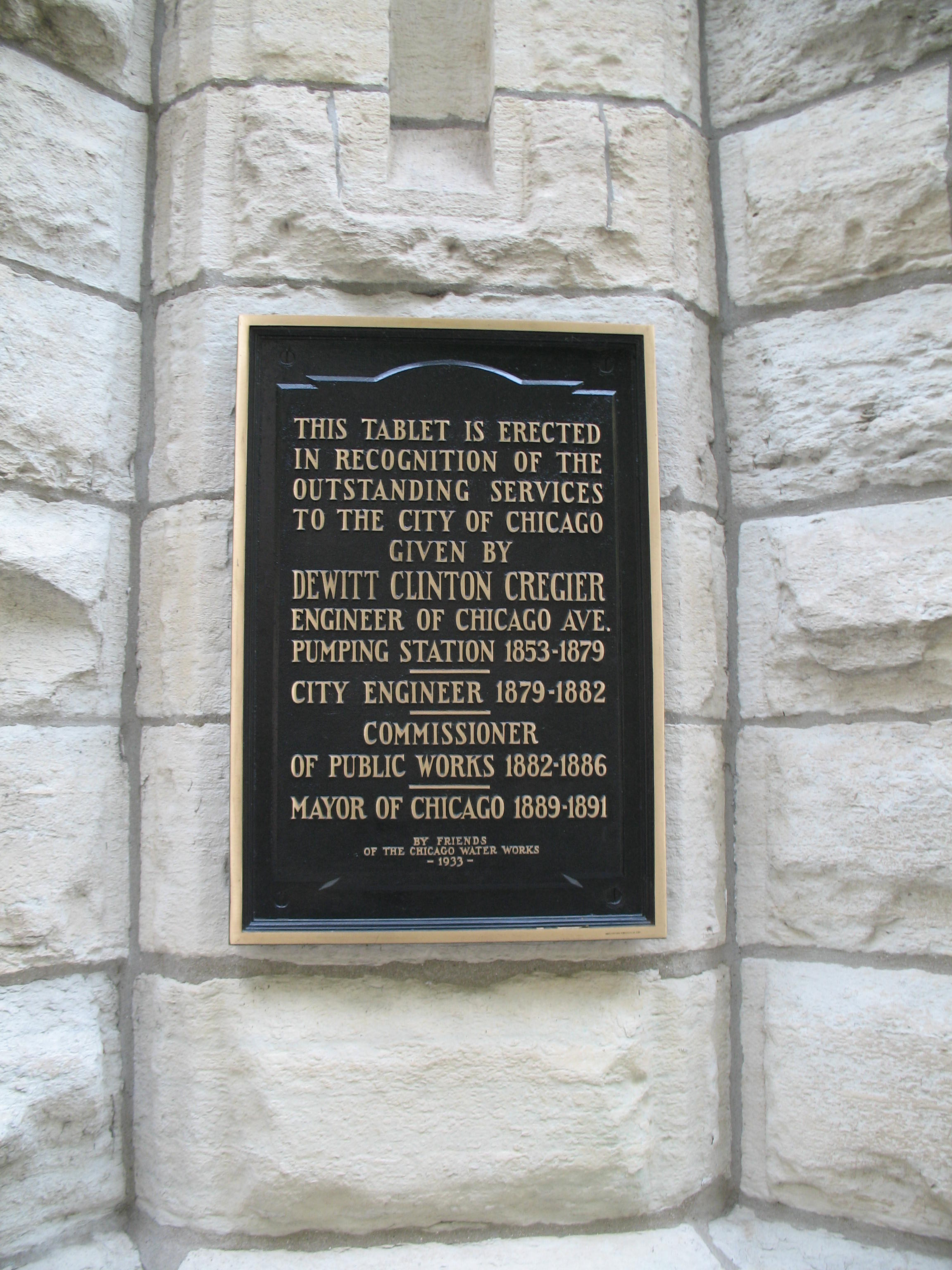
Plaque sur la Water Tower.

- En 1933, une plaque commémorative a été érigée sur la façade ouest de la Chicago Water Tower, en l'honneur des services rendus par Cregier à la ville de Chicago.
- En octobre 2011, une biographie de Cregier intitulée : The New York Orphan Who Built Chicago sous-titrée : The Story of DeWitt Clinton Cregier A 19th-Century American Engineering Genius a été publiée, écrite par Gloria Cregier Emma, l'un des deux derniers petits-enfants survivants de Cregier.

## Sources
- Death Claims D. C. Cregier, Chicago Daily Tribune, November 10, 1898, p. 7.
- DeWitt C. Cregier is Buried, Chicago Daily Tribune, November 13, 1898, p. 3.
- Emma, Gloria. The New York Orphan Who Built Chicago: The Story of DeWitt Clinton Cregier, a 19th Century American Engineering Genius. Gloria Cregier Emma, 2011.
- Grossman, James R., Ann Durkin Keating and Janice L. Reiff, editors. Encyclopedia of Chicago. University of Chicago Press, 2004.